# San Martín (1814)
El falucho San Martín fue un buque de la Armada Argentina partícipe de la Guerra de la Independencia y las guerras civiles. Tras ser capturada a la armada realista, integró la escuadra de las Provincias Unidas del Río de la Plata.

## Historia
Nave de la Real Escuadra agregada al Apostadero de Montevideo, fue apresada junto con el falucho San Luis en la noche del 8 al 9 de enero de 1814 por cinco botes al mando del teniente coronel patriota Benjamín Franklin Seaver. 
En la captura del San Martín y el San Luis se destacaron, aparte de Seaver, Miguel Ferrer, alias Cisneros, comandante del bote Independencia y los hermanos Miguel Theodoro y Pedro Samuel Spiro, comandantes de los botes N.º 1 y N.º 2.
Abierta la Campaña Naval de 1814, fue incorporado de inmediato a la escuadra patriota al mando del subteniente Santiago Hernández, y destiada a tareas de patrulla hasta que producida la victoria en el Combate de Martín García (1814) fue asignado a la escuadrilla de Tomás Nother destinada a perseguir a la vencida escuadra realista. Participó consiguientemente del Combate de Arroyo de la China, regresando a Buenos Aires con heridos a bordo.

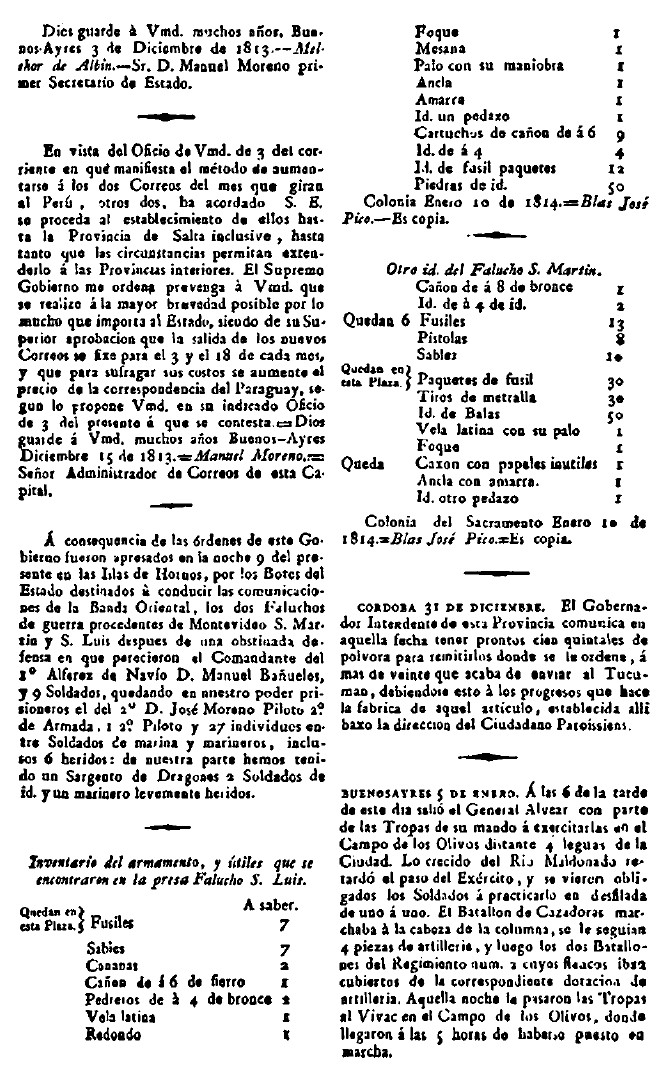
Noticias de la operación de Seaver en la Gazeta.

El 15 de abril de 1814 se hizo cargo del mando el subteniente Nicolás Picón.
Rendida Montevideo en junio de ese año, el 19 de septiembre ahora al mando del subteniente Manuel Monteverde volvió a dedicarse al patrullado del río hasta fines de diciembre, cuando volvió al Riachuelo para efectuar reparaciones. En febrero de 1815 regresó nuevamente a sus funciones habituales al mando del subteniente Pedro Castelli pero entre mayo y noviembre comandada nuevamente por Nicolás Picón operó contra buques artiguistas como apoyo a las operaciones de ese año sobre la provincia de Santa Fe.
Entre noviembre y diciembre de ese año se hizo cargo del mando el subteniente Pedro Mom.
Al mando del subteniente Carlos Robinson intervino también en la campaña de José Viamonte de 1816 contra esa misma provincia y tras hacerse cargo del mando Manuel Belgrano, bombardeó la ciudad y evacuó heridos del ejército entre marzo y junio de ese año.
Comandada nuevamente por el ahora teniente Pedro Mom el 26 de julio de 1816 el San Martín subió por el arroyo Negro, cercano a la boca del río Colastiné, llevando a bordo al coronel Matías de Irigoyen. El 24 de julio el falucho San Martín y una cañonera fueron sorprendidos por una bajante de las aguas, quedando varados en la boca de un arroyo, por lo que fue sorprendidos por lanchas armadas que respondían al gobernador Mariano Vera, al mando de Estanislao López. Imposibilitado de maniobrar por la estrechez del canal fue apresado con sus tripulantes y pasaje, los que fueron liberados en diciembre de 1816 tras el armisticio entre ambas provincias. Vera comunicó a Díaz Vélez:

Son en mi poder el general Matías Irigoyen, Juan Francisco Tarragona, Jorge Zemborain, Pedro Mom, Leonardo Rosales y Carlos Robinson, el comandante del Rosario, sargento mayor Buchardo, Antonio Badal y noventa y tantos soldados, y como estoy cerciorado que algunos paisanos y un solo oficial que tiene usted son tratados con la mayor violencia, Prevengo a V.S. que a no anular su comportación, serán estos afligidos con todo el rigor a que da mérito el horroroso comportamiento de V.S. con los míos (...)

El director supremo Juan Martín de Pueyrredón envió al falucho San Martín con 600 fusiles en auxilio de los comandantes de Entre Ríos que se habían separado del mando de José Artigas. El 14 de diciembre de 1817 el falucho debió defender a los comandantes Gregorio Samaniego y Gervasio Correa al ser atacados por Francisco Ramírez en el puerto de Los Toldos.
En febrero de 1817 volvió al patrullaje fluvial, tareas que efectuó hasta julio de 1818, en que fue destinado a realizar similar misión en la zona comprendida entre la Ensenada de Barragán y la isla Martín García.
En octubre de 1818 comandada por el capitán Nicolás Jorge fue agregado a la escuadrilla al mando de Ángel Hubac. En una acción cercana a Rosario destinada a "incomodar al enemigo con sus fuegos" un cañonazo del buque mató al caballo del comandante enemigo Pedro Campbell en el mismo momento en que intentaba montarlo.
En una inspección efectuada por el capitán Bartolomé Cerretti en el mes de enero de 1820 se aconsejó su urgente desarme y reparación. En esas tareas se rehízo su casco, se convirtió en cutter y modificó su artillería, instalándose 3 cañones de a 8.
Fue reincorporado a la escuadra en noviembre de 1820, nuevamente al comando de Mom, y debido a la situación política destinado a tareas de guardia del puerto de Buenos Aires. En 1821 al mando sucesivo de los tenientes Antonio Vidal y Cristóbal Carnelia integró la división de lanchones en operaciones en el río Paraná al mando de Leonardo Rosales, y desde el 10 de junio participó del bloqueo del Colastiné en procura de detener a la escuadrilla de Manuel Monteverde.
Al ser desplazado para cubrir la retaguardia de la escuadra, no participó del combate de la Boca del Colastiné Arriba que tuvo lugar el 26 de julio.
Tras esa misión el San Martín regresó al Arsenal de Barracas (Buenos Aires) y en enero de 1822 se decidió su venta. Tras ser adquirido en remate el 1 de agosto por Fernando de Oyuela en la suma de $540, fue aparejado como goleta y matriculado con el nombre Amable Luisa.